# Timema douglasi
Timema douglasi är en insektsart som beskrevs av German Giovanny Sandoval González och Joyce Winifred Vickery 1996. Timema douglasi ingår i släktet Timema och familjen Timematidae. Inga underarter finns listade i Catalogue of Life.